# Võ Văn Thưởng
Võ Văn Thưởng (Hải Dương, 13 de desembre de 1970) és un polític vietnamita, actual president de la República Socialista del Vietnam des de març de 2023, membre del Politburó del Partit Comunista del Vietnam des de 2016, així com membre d'Assemblea Nacional del Vietnam. És el president més jove a assumir el càrrec, així com membre permanent més jove del Secretariat del Comitè Central del Partit en la història del Partit Comunista del Vietnam.
Té un mestratge en filosofia i un títol avançat en teoria política.

## Antecedents i educació
Võ Văn Thưởng va nàixer el 13 de desembre de 1970 en Hai Duong, República Democràtica del Vietnam. La seua família va abandonar el sud durant la Guerra del Vietnam, així que ell va nàixer i va créixer al nord. En 1988, es va especialitzar en filosofia marxista-leninista en la Facultat de Filosofia de la Universitat General de Ciutat Ho Chi Minh. En 1992, es va graduar com a Llicenciat en Filosofia. Després d'això, va obtenir un mestratge en filosofia en la Universitat de Ciències Socials i Humanitats, Universitat nacional de la Ciutat Ho Chi Minh, i va rebre un Mestratge en Filosofia en 1999. El 18 de novembre de 1993, va ser admès en el Partit Comunista del Vietnam i es va convertir en membre oficial el 18 de novembre de 1994. També va assistir a cursos en l'Acadèmia Nacional de Política d'Ho Chi Minh, on va rebre un títol avançat en teoria política.